# Тулија д’Арагона
Тулија д'Арагона (1501/1505 – март или април 1556) је била италијанска песникиња, писац и филозоф. Рођена у Риму негде између 1501. и 1505. године, Тулија је пропутовала Венецију, Ферару, Сијену и Фиренцу пре него што се вратила у Рим. Током свог живота Тулија је била цењена као једна од најбољих књижевница, песникиња, филозофа и шармера свог времена. Утичући на многе од најпознатијих мушких филозофа, Тулијино дело је подигло статус (у литератури) жена да буду равноправне са мушкарцима. Њена слава и успех учинили су је најпрослављенијом ренесансном песникињом-куртизаном. Својим интелектом, књижевним способностима и друштвеном грациозношћу забављала је моћне људе и познате песнике.

## Младост
Тулија је рођена у Риму негде између 1501. и 1505.  у породици Ђулије Кампане (раније Ђулије Пендаље), која је била ћерка иначе непознатог оца Орсина Пендаље из Фераре. Није познато да ли је њен деда по мајци био природни или законити члан племићке породице Фераре са истим именом. Такође позната као Ђулија Ферарезе, њена мајка је хваљена као "најпознатија лепотица свог времена". Подна гробница у цркви Светог Агостина у Риму потврђује презиме њене мајке као Кампана. Постоје неке контроверзе око тога ко је Тулијин отац. Документ у Сијени идентификује њеног оца као Костанцо Палмиери д'Арагона из Напуља, Тулија и њени обожаваоци тврде да је њен отац у ствари кардинал Луиђи д'Арагона,  ванбрачни унук Фердинанда д'Арагоне, краља Напуља. То није потврђено. Кардинал је Тулији обезбедио класично образовање из хуманистичких наука; млада Тулија се показала као чудо од детета које је задивило чак и мајчине "госте". Пошто Тулијина мајка није била удата за њеног оца, Тулијин живот је био обележен стигмом њеног ванбрачног рођења од мајке куртизане. Надовезујући се на теорију да је њен прави отац био кардинал Луиђи д'Арагона, Тулија је први део свог детињства провела у Риму, али отприлике у време кардиналовог одласка на његово познато путовање кроз северну Европу она и њена мајка преселиле су се у Сијену. Док је била у Сијени, њена мајка се удала за Африканца Орландинија, из племићке породице Орландини. Постоје извештаји о томе да се Тулија вратила у Рим 1524. године када ју је у мадригалу овековечио Филип Вердело. Она је несумњиво била у Риму до јуна 1526. године у друштву фирентинског банкара Филипа Строција, како он тврди у свом писму Франческу Веторију. Провели су много година заједно путујући по Италији до његове смрти (самоубиства) 1538.

## Године у Риму
Ушавши у свет као куртизана са 18 година, Тулија је постала успешна као писац и интелектуалац. Често је виђена у друштву песника, као што је Спероне Сперони. Након кардиналове смрти 1519, Тулија је провела седам година у Сијени, пре него што се вратила у Рим 1526. Доступни докази сугеришу да је била веома покретна и да је боравила у Болоњи 1529. године, где су папа Клемент VII и цар Светог римског царства Карло V били ангажовани у преговорима након пљачке Рима 1527. године.
Године 1531. ступила је у везу са Филипом Строцијем, фирентинским банкарским магнатом који је био познат по краткотрајној афери са најлепшом италијанском куртизаном, Камилом Пизаном. Строци се толико заљубио у д'Арагону да је са њом поделио државне тајне и морао је да буде позван у Фиренцу. Међу њеним осталим љубавницима је био и Емилио Орсини, који је основао друштво Тулија од шест кавалира који су штитили њену част.
Пенелопе д'Арагона је 1535. рођена у Риму. Научници расправљају да ли је Пенелопе д'Арагона била Тулијина ћерка (Тулија је у то време имала 25 година) или њена сестра, како је породица тврдила.

## Касније године
1530. текстови помињу Тулијин боравак у Венецији, иако није сигурно када је она тамо била. Филипо Строци у писму каже да ће она бити тамо у пролеће 1532. године. Тулија се појављује заједно са Бернардом Тасом у Сперонијевом Dialogo d'amore, који се дешава у Венецији. Наводно је Сперони почео да саставља дијалог 1528. године, али није укључио Тулију као саговорника   све до касније, свакако до јуна 1536. када Аретино у писму Сперонију помиње да је дело кружило у рукопису.
1535. Тулија се вратила у Рим због рођења Пенелопе д'Арагоне 10. марта 1535. године. Научници се не слажу око тога да ли је Пенелопе била Тулијина ћерка или сестра. Иако разлика у годинама између браће и сестара од најмање двадесет пет година није невероватна разлика, она је неуобичајена. Тврдње Тулијине породице подржавају аргумент да је Пенелопе била Тулијина сестра. Ипак, она се вратила у Рим, што је забележено у писму које је Тулија послала Франческу де Пацију, пријатељу и пратиоцу Пјера Строција, Филиповог најстаријег сина.
Године 1537, преписка Батисте Стамбелина са Изабелом Д'Есте сугерише да је Тулија живела у Ферари. Очигледно је дошла у Ферару да види Филипа Строција и док је била тамо чула је проповеди реформисте Бернарда Очина, коме је касније споменула сонет о важности слободне воље. Случајно је Виторија Колона такође била у Ферари отприлике у исто време, иако је мало вероватно да су се икада среле. Ферара је била престоница уметности и културе, а д'Арагона је у потпуности искористила своје вештине за певање и забаву. Двојица италијанских књижевних гиганта, Ђироламо Муцио и Ерколе Бентивољо, обојица су се заљубили у њу. Муцио јој је написао пет ватрених еклога, назвавши је „Талија“, док је Бентивољо отишао толико далеко да је урезао њено име на свако дрво на реци По. Када је напустила Ферару четири године касније, наводно је више од једног мушкарца покушало да се убије због ње. Касније се преселила у Сијену негде између 1543. и 1545. године.
Забележено је да се 1543. године удала за Силвестра Гикардија од Фераре, о коме не знамо ништа. Једини доказ њихове везе је злонамерни коментар који је дао Агноло Фирензуола који је тврдио да је Тулија пустила свог мужа да умре од глади. За Тулију је овај брак деловао као начин да се „ослободи живота у комшилуку предвиђеном за проститутке“ и омогућио јој да носи одећу која ју је одликовала као племениту жену. Тулија је, међутим, имала потврђеног сина Целија, који се помиње у њеном тестаменту, али није потврђено да ли је Гикарди био отац или не.
Крајем 1545. или почетком 1546. због политичких устанака, д'Арагона је побегла из Сијене да би потражила уточиште у Фиренци на двору Козима I. До краја 1546. живела је у вили недалеко од Фиренце близу реке Менсола. У свој дом је примила бројне посетиоце. Многи од њих су и сами песници често размењивали стихове са њом као што је забележено у њеној хорској антологији.
Године 1547. Тулија је поново оптужена за непоштовање закона о сумптуари. Успешно се жали на ову оптужбу лично и Елеонори ди Толедо, војвоткињи од Фиренце, и Козиму I. Они је ослобађају због њеног „ретког познавања поезије и филозофије“. Након ове епизоде, она објављује и своју Хорску антологију и дијалог са Габриелом Гиолито у Венецији.
Док је била тамо, компоновала је Дијалоге о бесконачности љубави (1547), који је неоплатонистичка тврдња о сексуалној и емоционалној аутономији жена у размени романтичне љубави. Првобитно објављен у Венецији, Италија, 1547. године (на италијанском), роман су последњих година први пут превели на енглески Риналдина Расел и Брус Мери 1997. године. Ова књига филозофије била је прва те врсте, јер је поставила жену, а не мушкарца као главног коментатора/држаоца знања о етици љубави. Током Тулијиног живота, сви облици чулних искустава сматрани су светогрђем, али Тулија у свом раду тврди да су сви сексуални нагони неконтролисани и беспрекорни и да у комбинацији са духовним потребама стварају једини морални облик љубави. Једини начин да љубав буде часна, према овом делу, јесте ако и мушкарци и жене прихвате и признају своје сексуалне и духовне жеље (свог тела и душе). Овај концепт не само да је потврдио важност сексуалних жеља у друштву које је одлучило да потисне такве ствари, већ је и потврдило улогу и моћ жена у друштву које је на жене гледало као на мање вредне. Тулија доводи жене на једнак ниво са мушкарцима у погледу њихове сексуалне природе и њиховог интелекта. 
У октобру 1548. она је писмом обавестила Бенедета Варчија да напушта Фиренцу и враћа се у Рим. Она се појављује у Риму 1549. године, живећи у близини монсињора Анибале Кароа у близини Палате Карпи.
Током претходног века, Медичијев суд је спонзорисао значајно оживљавање неоплатонистичке науке, посебно Марсилија Фичина, који је такође писао о природи сексуалне жеље и љубави из ове перспективе. Истовремено, написала је низ сонета који су хвалили атрибуте истакнутих фирентинских племића њеног доба, или славили савремене књижевне личности. Њено последње познато дело, Il Meschino, је епска песма, која описује искуства заробљеног младића Ђарина, који је био заробљен и путовао по Европи, Африци и Азији, као и Чистилишту и Паклу, покушавајући да пронађе своје изгубљене родитеље.
Као четрдесетогодишњакиња, д'Арагона је наставила да пише сонете, посебно историчару и песнику Бенедету Варчију, који ју је инспирисао. Уз његово покровитељство и свој интелект, претворила је своју кућу у филозофску академију за когносценте и наставила да напредује као писац.
Након овога, д'Арагона се вратила у Рим из Фиренце, а о њеном животу се мало више зна. Умрла је у марту или априлу 1556. године у Риму.  После њене смрти, уследила су постхумна издања њеног дела на италијанском језику, 1552, 1694, 1864, 1912, 1974, 1975. и 1980. године. О њеном раду се говори у серији „Други глас у Европи ране модерне“ Универзитета у Чикагу, која се бави текстовима ауторки из ренесансног доба, као и мушким заговорницима еманципације жена из тог доба.

## Радови
- Rime della signora Tullia d'Aragona e di diversi a lei (1547); translated as Dialogues on the Infinity of Love (Chicago: University of Chicago. . 1997. ISBN 0-226-13639-6. Недостаје или је празан параметар |title= (помоћ))
- Dialogo dell'Infinità d'Amore (1547)
- Il Meschino, o il Guerino (1560)